# ハイスピード王座
ハイスピード王座は、スターダムが管理、認定している王座。

## 歴史
2009年、NEO女子プロレスが最も速く闘う選手によって争われる王座としてNEO認定ハイスピード王座を創設。チャンピオンベルトのデザインを担当したのは華名。試合形式は30分1本勝負、場外は20カウント、挑戦資格は速く動き、高く飛び、高度なテクニックを持つ選手が得る。5月5日、NEO後楽園ホール大会で行われた初代王座決定戦に勝利した夏樹☆たいようが初代王者になった。
2010年11月19日、管理団体がスターダムに移って王座名をハイスピード王座に変更（発表当時の王者である夏樹がスターダムに所属していた）。なお、スターダムの代表であるロッシー小川はアルシオン時代に創設したスカイ・ハイ・オブ・アルシオン王座と「似て非なるもの」とコメント。
管理権承継前の2010年2月14日にJWP女子プロレスのLeonが獲得したため、2011年3月21日のJWP板橋グリーンホール大会（獅子の穴主催興行）がスターダム管理下で最初のタイトルマッチとなり、7月24日のスターダム後楽園ホーム大会で夏樹が獲得してスターダムに定着された。
2023年10月9日、第24代王者になった星来芽依の要望で試合形式が15分1本勝負、場外は10カウントに改められた。
2025年1月13日、試合形式が10分3本勝負、同点の場合は王座防衛に改められた。

## 歴代王者
| NEO女子プロレス | NEO女子プロレス      | NEO女子プロレス | NEO女子プロレス | NEO女子プロレス | NEO女子プロレス                              |
| 歴代            | チャンピオン         | 戴冠回数        | 防衛回数        | 日付            | 場所                                         |
| --------------- | -------------------- | --------------- | --------------- | --------------- | -------------------------------------------- |
| 初代            | 夏樹☆たいよう        | 1               | 2               | 2009年5月5日    | 後楽園ホール                                 |
| 第2代           | 米山香織             | 1               | 1               | 2009年9月20日   | 後楽園ホール                                 |
| 第3代           | 夏樹☆たいよう        | 2               | 3               | 2010年2月14日   | ラゾーナ川崎プラザソル                       |
| 第4代           | Leon                 | 1               | 2               | 2010年11月27日  | ラゾーナ川崎プラザソル                       |
| スターダム      |                      |                 |                 |                 |                                              |
| 歴代            | チャンピオン         | 戴冠回数        | 防衛回数        | 日付            | 場所                                         |
| 第5代           | 夏樹☆たいよう        | 3               | 4               | 2011年7月24日   | 後楽園ホール                                 |
| 第6代           | 米山香織             | 2               | 2               | 2013年6月2日    | 後楽園ホール                                 |
| 第7代           | 夏樹☆たいよう        | 4               | 3               | 2013年12月29日  | 後楽園ホール                                 |
| 第8代           | 紫雷イオ             | 1               | 2               | 2014年5月6日    | 新木場1stRING                                |
| 第9代           | コグマ               | 1               | 1               | 2015年2月22日   | 後楽園ホール                                 |
| 第10代          | スター・ファイヤー   | 1               | 1               | 2015年5月17日   | 後楽園ホール                                 |
| 第11代          | ラ・ロサ・ネグラ     | 1               | 0               | 2015年9月23日   | 後楽園ホール                                 |
| 第12代          | 岩谷麻優             | 1               | 9               | 2015年10月11日  | 後楽園ホール                                 |
| 第13代          | クリス・ウルフ       | 1               | 5               | 2017年2月23日   | 後楽園ホール                                 |
| 第14代          | シャナ               | 1               | 0               | 2017年7月16日   | 後楽園ホール                                 |
| 第15代          | マリー・アパッチェ   | 1               | 4               | 2017年8月13日   | 後楽園ホール                                 |
| 第16代          | 葉月                 | 1               | 8               | 2018年12月24日  | 後楽園ホール                                 |
| 第17代          | DEATH山さん。        | 3               | 0               | 2019年7月20日   | エディオンアリーナ大阪第2競技場              |
| 第18代          | 里歩                 | 1               | 1               | 2019年8月10日   | 後楽園ホール                                 |
| 第19代          | AZM                  | 1               | 4               | 2020年7月26日   | 後楽園ホール                                 |
| 第20代          | なつぽい             | 1               | 2               | 2021年3月3日    | 日本武道館                                   |
| 第21代          | スターライト・キッド | 1               | 5               | 2021年8月29日   | ベルサール汐留                               |
| 第22代          | AZM                  | 2               | 12              | 2022年2月23日   | アオーレ長岡                                 |
| 第23代          | 鹿島沙希             | 1               | 3               | 2023年5月27日   | 大田区総合体育館                             |
| 第24代          | 星来芽依             | 1               | 4               | 2023年10月9日   | 名古屋ドルフィンズアリーナ                   |
| 第25代          | 鹿島沙希             | 2               | 0               | 2024年4月4日    | アメリカ・2300アリーナ                       |
| 第26代          | 上谷沙弥             | 1               | 2               | 2024年4月27日   | 横浜BUNTAI                                   |
| 第27代          | 星来芽依             | 2               | 6               | 2024年7月28日   | 札幌市シャトレーゼ ガトーキングダム サッポロ |